# Exostema corymbosum
Exostema corymbosum là một loài thực vật có hoa trong họ Thiến thảo. Loài này được (Ruiz & Pav.) Spreng. mô tả khoa học đầu tiên năm 1824.